# Франсішку Жералдеш
Франсішку Жералдеш (порт. Francisco Geraldes, нар. 18 квітня 1995, Лісабон) — португальський футболіст, півзахисник  клубу «Ештуріл-Прая».

## Клубна кар'єра
Народився 18 квітня 1995 року в місті Лісабон. Вихованець футбольної школи клубу «Спортінг». 30 березня 2013 року в матчі проти дубля «Бенфіки» він дебютував у Сегунда-лізі у складі дублюючого складу останніх, а з сезону 2014/15 став основним гравцем дубля.
Влітку 2016 року для отримання ігрової практики Франсішку на правах оренди перейшов в «Морейренсе». 13 серпня в матчі проти «Пасуш ді Феррейри» він дебютував у Сангріш-лізі. Через тиждень у поєдинку проти «Фейренсі» Жералдеш забив свій перший гол за «Морейренсе». Він допоміг клубу завоювати Кубок португальської ліги.
На початку 2017 року Франсішку повернувся в «Спортінг» і 11 березня у матчі проти «Тондели» він дебютував за «левів». У рідній команді закріпитись не зумів, зігравши до кінця сезону лише 4 гри і влітку був відданий в оренду на сезон в «Ріу-Аве», після чого наприкінці липня 2018 року — в оренду в «Айнтрахт». Втім у німецькій команді португалець не зіграв жодної гри, в результаті чого 23 грудня контракт було достроково розірвано і він повернувся в Португалію.
Протягом сезону 2019/20 перебував в оренді у грецькому клубу АЕК, за команду якого, утім, майже не грав.
21 серпня 2020 року уклав трирічний контракт з «Ріу Аве».

## Виступи за збірні
2012 року дебютував у складі юнацької збірної Португалії, взяв участь у 3 іграх на юнацькому рівні.
З 2015 року залучався до складу молодіжної збірної Португалії. У 2017 році в її складі взяв участь у молодіжному чемпіонаті Європи у Польщі. На турнірі він був запасним і на поле не вийшов, а його збірна не вийшла з групи.

## Титули і досягнення
- Володар Кубок португальської ліги (1):

Морейренсі: 2016-17
- Володар Кубок Португалії (1):

Спортінг (Лісабон): 2018-19